# Petr Krátký (politik)
Petr Krátký (* 4. ledna 1975) je český právník a politik, v letech 2014 až 2023 místopředseda Koruny České (monarchistické strany Čech, Moravy a Slezska) a asistent senátora Lumíra Aschenbrennera, zvoleného za koalici ODS a KČ. Působí také jako místopředseda spolku Sokol Chodov na Praze 11.

## Profesní kariéra
V roce 2003 získal titul Bc. v oboru finance a daně na Evropském polytechnickém institutu v Kunovicích. Dále studoval na Právnické fakultě Karlovy Univerzity v Praze, kde v roce 2013 na Katedře teorie práva a právních učení obhájil rigorózní práci na téma Genese a vývoj politických a státních idejí.
Jako právník se specializuje na regulaci a řízení finančních institucí., působil mimo jiné v České pojišťovně, ING, České spořitelně a GE Money Bank. Je členem legislativní sekce Asociace pro kapitálový trh ČR.

## Veřejná činnost
Od roku 2010 je předsedou spolku Iudicum privatum, který se zaměřuje na alternativní řešení sporů a jeho cílem je upozorňovat na případy nespravedlnosti v jednání fyzických a právnických osob s orgány státu, napomáhat dosažení spravedlivého řešení a pořádat osvětovou činnost v této oblasti. Petr Krátký se mimo jiné dlouhodobě angažoval v kauze státního úředníka a politika Radima Špačka, v níž mnoho zdrojů naznačuje, že byl stíhán a odsouzen nespravedlivě. „Vznášíme tím protest proti způsobu, jakým bylo vedeno vyšetřování případu a soudní proces v případu fondů Nadace pro rozvoj regionů a jejích fondů,“ komentoval případ pro server HlídacíPes.org.
V roce 2018 Petr Krátký kritizoval investice Magistrátu hlavního města Prahy a podal dokonce trestní oznámení kvůli stavbě kanalizace v Radotíně.

## Politické působení
V roce 2014 byl zvolen místopředsedou Koruny České. Ve volbách do Poslanecké sněmovny 2017 dojednal za Korunu Českou podporu strany TOP 09, přičemž zástupci Koruny České se dostali na její kandidátky.
Ve Volbách do zastupitelstev obcí 2018 kandidoval do Zastupitelstva hlavního města Prahy za Korunu Českou na 4. místě společné kandidátky menších stran pod názvem Evropská koalice pro Prahu, přičemž za hlavní bod Petr Krátký označil, aby Praha zůstala ve sféře západních hodnot. Ve stejných volbách Krátký kandidoval do Zastupitelstva městské části Praha 11 za Korunu Českou na kandidátní listině ODS.
Ve Volbách do Evropského parlamentu 2019 kandidoval na 18. místě kandidátky KDU-ČSL. Jako své hlavní téma uváděl zjednodušení předpisů regulujících finanční sektor a odstranění bariér v přeshraničním poskytování finančních služeb.

### Politické názory
Petr Krátký je zastáncem parlamentní monarchie jako ideálního státního zřízení pro české země, dlouhodobě se zabývá teoretickými i praktickými aspekty obnovy parlamentní monarchie v intencích moderního právního státu. Zdůrazňuje jako základ evropské kultury řeckou filosofii, římské právo a křesťanské náboženství. Uvádí, že příčinou selhání meziválečného Československa byla fragmentace středoevropského prostoru rozpadem Rakouska-Uherska a opuštění monarchie jakožto politického modelu s nevolenou hlavou státu, neboť volený prezident vždy zastupuje pouze zájmy skupiny, která ho volila. Podporuje obnovu Mariánského sloupu na Staroměstském náměstí, který by měl být „symbolem naší kulturní vyspělosti, schopnosti důstojného vyrovnání s minulostí a návratu k duchovním hodnotám, tvořícím základ Evropské kultury“.
Je zastáncem omezené státní moci, varuje před zaváděním prvků přímě demokracie a jako hlavní úkol státu uvádí: „přinášet transparentní právní prostředí, zjednodušovat podmínky podnikání a umožňovat svým občanům dobré místo pro život“. Petr Krátký obhajuje legální držení zbraní jako prostředku osobní obrany občanů před zločinem. Je také zastáncem členství České republiky v Severoatlantické alianci jako vhodný způsob zabezpečení obrany státu. Stát by měl mít vyrovnaný rozpočet a zejména v době ekonomické prosperity vytvářet přebytky; jako dobrý příklad v tomto směru uvádí Petr Krátký Lichtenštejnské knížectví.